# Estació de Via Júlia
Via Júlia és una estació de la L4 del Metro de Barcelona situada sota la Via Júlia, al límit dels barris del Verdun i de la Prosperitat, al districte de Nou Barris de Barcelona.
L'estació es va inaugurar el 1982 amb el nom de Roquetes. Anys més tard el 1999 amb la prolongació de la L4 fins a Trinitat Nova va adoptar el nom actual.
En aquesta estació els metros circulen per un nivell inferior format per dues vies amb andanes laterals de 97 metres de longitud.
| Metro de Barcelona     |               |                                              |           |                        |
| Procedència/Destinació | <             | Línia                                        | >         | Procedència/Destinació |
| Trinitat Nova          | Trinitat Nova | Logotip de la Línia 4 del metro de Barcelona | Llucmajor | La Pau                 |

## Accessos
- Via Júlia amb Carrer Joaquim Valls.
- Via Júlia amb Carrer Argullós.